# Хумбиља
Хумбиља (шп. Jumbilla) је град на северу Перуа. Представља административни центар провинције Бонгара у региону Амазонас. Налази се на 1.935mm надморске висине, Према подацима из 2010. године у Хумбиљи је живело 1386 становника.